# 15 cm ciężka haubica M.14
15 cm schwere Feldhaubitze M.14 – austro-węgierska ciężka haubica zaprojektowana przed I wojną światową w zakładach Škoda. Po rozpadzie austro-węgier używana przez wojska czechosłowackie, austriackie, węgierskie, włoskie i niemieckie - przez te dwa ostatnie jeszcze w latach czterdziestych XX wieku.

## Historia
Haubica została zaprojektowana na podstawie wcześniejszej haubicy 100 mm M.14, była to bardzo ciężka i niezbyt poręczna broń, pomimo znacznej masy (3340 kg w transporcie) nie można jej było rozłożyć na części. Także zasięg broni nie był specjalnie imponujący jak na haubicę tego kalibru i wynosił jedynie 6900 m. Wady te częściowo wyrównywał dość potężny pocisk burzący ważący 41 kg. W 1916 do produkcji wprowadzono nowy model, znany jako M.14/16, z nieco dłuższą lufą i używający lżejszego pocisku.
Haubice M.14 i M.14/16 używane były przez armię austro-węgierską w czasie I wojny światowej. Po zakończeniu wojny większość haubic została przejęta przez Włochy, gdzie jeszcze w 1940 używane były jako standardowe średnie haubice (desygnata obice da 149/12 modello 14 i obice da 149/13), w armii czechosłowackiej znane były jako hruba houfnize vz. 14 i hruba houfnize vz. 14/16, w armii austriackiej i niemieckiej jako 15 cm schwere Feldhaubitze M 14 i 15 cm schwere Feldhaubitze M 14/16.
W 1919 Wojsko Polskie posiadało 9 haubic wz. 1914, z tego 8 na froncie. Zostały następnie wycofane w ramach standaryzacji uzbrojenia i zastąpione przez 155 mm haubice wz.17. 